# F16C
F16C (16-bit Floating-Point conversion) — набор инструкций, используемый в процессорах архитектуры x86 для ускорения преобразований между двоичными числами половинной точности (16 bit) и стандартными двоичными числами с плавающей запятой одинарной точности (32 bit). По сути, он является расширением основных 128-битных инструкций SSE.
Использование чисел разной точности в компьютерной технике является компромиссом между точностью и диапазоном представляемых значений, необходимым для обеспечения высокого быстродействия и широкого спектра решаемых задач.
Впервые F16C использован в процессорах AMD в 2009 году, хотя разработан он значительно раньше и был известен под названием CVT16. Изначально CVT16 планировался как часть так и не вышедшего пакета SSE5, в который помимо него должны были войти инструкции XOP и BMI4.
Сегодня набор инструкций F16C используется как в процессорах AMD, так и в процессорах Intel, значительно расширяя их возможности в плане работы с мультимедийными данными, а также данными других типов.